# 데인로
데인로(Danelaw, Danelagh)는 데인인(人)의 잉글랜드 이주(移住) 당시, 그들 자신의 법률(法律)·관습(慣習)을 이식(移植)하여 정주(定住)한 지방을 말한다. 요크로부터 템스강에 이르는 지역으로 동머시아 및 이스트앵글리아가 데인인이 밀집해 정주(定住)하던 곳으로 데인인의 법(法)·습관(習慣)이 가장 순수하게 유지된 지역이다. 노르만의 정복 후까지도 데인인적 사회 관습을 유지하고 스칸디나비아적 농경제도를 행했으며, 일반적으로 봉건제가 약하고 자유 농민이 많았다. 재판도 당사자의 영주(領主)와 관계없이 당사자 개인 본위로 행해졌는데, 동(東)머시아에는 대평의회(大評議會)라고 하는 치안유지기관과 특수한 데인인적 행정조직을 가지고 있었다.

## 같이 보기
- 롱하우스
- 묠니르
- 노르드게일인
- 흐라픈스메르키
- 룬석
- 통널 교회
- 발크누트
- 요르비크
- 노섬브리아 국왕
- 더블린 왕국
- 군도 왕국